# Friedrich von Esmarch
Friedrich von Esmarch (alemany: Johannes Friedrich August von Esmarch)  (Tönning, 9 de gener de 1823 - Kiel, 23 de febrer de 1908) fou un cirurgià alemany, metge militar i capdavanter d'una important escola quirúrgica a Kiel a la segona meitat del segle xix.
Va estudiar Medicina a Kiel i a Göttingen. Es va llicenciar el 1848, el mateix any que fou enrolat a l'exèrcit alemany per participar en la Primera Guerra de Schleswig contra Dinamarca. Fet presoner, fou finalment alliberat i això li permeté participar com a cirurgià d'hospitals de campanya.
El 1854 dirigí una clínica quirúrgica a Kiel i el 1857 esdevingué director d'un hospital general, però novament s'enrolà com a cirurgià militar en la Segona Guerra de Schleswig el 1864, durant la qual prestà importants serveis als hospitals de campanya a Flensburg i a Kiel.
Gran expert en el tractament quirúrgic de les ferides de guerra, el seu nom ha quedat lligat decisivament a l'ús de les bandes elàstiques conegudes amb el seu nom, per aconseguir l'hemostàsia quirúrgica de les extremitats.